# Tercera llamada
Tercera llamada es una película mexicana del 2013, dirigida por Francisco Franco Alba. Su estreno en México fue el 4 de octubre del 2013. Es una película escrita por el mismo director y por la actriz, guionista: María Renée Prudencio. La película ganó un Premio Ariel al "Mejor guion adaptado" en la 61° entrega de este 2014. Es una comedia basada en la historia de Calígula.

## Argumento
Esta es una comedia acerca de un accidentado montaje. Falta un mes y medio para el estreno de Calígula, la obra de Albert Camus, y su neurótica directora se encuentra en constante enfrentamiento con sus actores. La diva está ofendida, el viejo actor no puede recordar sus diálogos, la productora sólo está sobria cuando duerme, la protagonista entra en pánico y los técnicos se han robado la escenografía.
Para abrir el telón habrá que resolver este divertido enredo y anunciar la tan esperada tercera llamada. ¿Se logrará estrenar la obra?

## Reparto
- Fernando Luján como Fernando "La Autoridad".
- Ricardo Blume como Eduardo "El Sabio".
- Anabel Ferreira como Geo "La Productora".
- Karina Gidi como Isa "La Directora".
- Irene Azuela como Julia "La Promesa".
- Moisés Arizmendi como Óscar "El Chambista".
- Alfonso Dosal como Ángel "El Bonito".
- Mariana Treviño como Ceci "La Asistonta".
- Eduardo España como Poquemón "El Revoltoso".
- Rebecca Jones como Amanda "La Diva".
- Cecilia Suárez como Adrianita "La Azotada".
- Víctor García como Chippen "El Stripper".
- Jorge Poza como Daniel "El Superestrella".
- Actuación especial de Silvia Pinal como Delegada ANDA "La Delegada".
- Mauricio García Lozano como Collonier.
- Kristyan Ferrer como Nachito.
- Jorge Adrián Espíndola como Parra.
- Martín Altomaro como Adrián.
- Regina Orozco
- Alejandra Bogue

## Recepción
En algunas páginas mexicanas sobre críticas, por ejemplo Cinegarage escribe:

"Tercera llamada es pues una película completamente potable y más profunda que una simple comedia melodramática."
Erick Estrada

En la revista Cine Premiere se escribió:

"Tercera llamada es una película bien hecha, con arte, oficio e inteligencia. Forma parte del cine mexicano que vale la pena ver y apoyar."
Claudia Llaca

En Milenio, la película fue nombrada "La mejor comedia mexicana del año 2013".

## Premios y nominaciones
| Año  | Premio                                   | Categoría                   | Persona(s)                               | Resultado |
| ---- | ---------------------------------------- | --------------------------- | ---------------------------------------- | --------- |
| 2014 | Premios Ariel                            | Mejor guion adaptado        | María Renée Prudencio, Francisco Franco  | Ganadores |
| 2014 | Premios Ariel                            | Mejor coactuación femenina  | Rebecca Jones                            | Nominada  |
| 2014 | Premios Ariel                            | Mejor coactuación masculina | Ricardo Blume                            | Nominado  |
| 2014 | Premios Ariel                            | Mejor sonido                | Matías Barberis                          | Nominado  |
| 2014 | Premios Ariel                            | Mejor edición               | Mariana Rodríguez                        | Nominada  |
| 2014 | Premios Ariel                            | Mejor maquillaje            | Iñaki Legaspi                            | Nominado  |
| 2014 | Premios Ariel                            | Mejor vestuario             | Adela Cortázar                           | Nominada  |
| 2014 | Palm Springs International Film Festival | Premio Cine Latino          | Francisco Franco                         | Nominado  |
| 2014 | Diosas de Plata                          | Mejor película              | Mejor película                           | Nominada  |
| 2014 | Diosas de Plata                          | Mejor co-actuación femenina | Anabel Ferreira                          | Nominada  |
| 2014 | Diosas de Plata                          | Mejor co-actuación femenina | Mariana Treviño                          | Nominada  |
| 2014 | Diosas de Plata                          | Papel de cuadro femenino    | Silvia Pinal                             | Nominada  |
| 2014 | Diosas de Plata                          | Mejor guion                 | María Reneé Prudencio y Francisco Franco | Nominados |
| 2013 | Festival de Cine Mexicano (Guadalajara)  | Mejor actriz                | Cecilia Suárez                           | Ganadora  |
| 2013 | Festival de Cine de La Habana            | Mejor edición               | Mariana Rodríguez                        | Ganadora  |